# Séamus Hegarty
Séamus Hegarty (Cill Charthaigh, 26 gennaio 1940 – Letterkenny, 20 settembre 2019) è stato un vescovo cattolico britannico.

## Biografia
Monsignor Séamus Hegarty è nato a Cill Charthaigh, nella contea di Donegal, il 26 gennaio 1940. Ha un fratello, Dermot, e una sorella, Maire.

### Formazione e ministero sacerdotale
È stato educato nella Kilcar National School, nel St Eunan's College di Letterkenny e nel St Patrick's College di Maynooth dal 1959 al 1966. Si è laureato in studi celtici e parla correntemente l'irlandese, l'inglese e il tedesco.
Il 19 giugno 1966 è stato ordinato presbitero per la diocesi di Raphoe nella cappella del St Patrick's College di Maynooth dall'arcivescovo di Dublino John Charles McQuaid. In seguito è stato professore al Colaiste na Croise Naofa di Falcarragh e preside dello stesso istituto dal 1971 al 1981. Nel 1973 ha portato avanti la fondazione del Pobalscoil Chloich Cheannfhaola diventando il suo primo preside. Con il suo staff ha reso l'istituto una scuola di successo. Il suo ultimo incarico prima dell'elevazione all'episcopato è stato quello di curato a Stranorlar.

### Ministero episcopale
Il 12 febbraio 1982 papa Giovanni Paolo II lo ha nominato vescovo di Raphoe. Ha ricevuto l'ordinazione episcopale il 28 marzo successivo nella cattedrale di Letterkenny dal cardinale Tomás Ó Fiaich, arcivescovo metropolita di Armagh, coconsacranti l'arcivescovo Gaetano Alibrandi, nunzio apostolico in Irlanda, e il vescovo di Derry Edward Kevin Daly.
Il 1º ottobre 1994 papa Giovanni Paolo II lo ha nominato vescovo di Derry. Ha preso possesso della diocesi il 6 novembre successivo.
Il 4 settembre 2003 papa Giovanni Paolo II lo ha nominato consultore della Congregazione per il clero.
Nel novembre del 2009 monsignor Hegarty ha espresso preoccupazione dopo che 17 sacerdoti della diocesi di Derry hanno ricevuto accuse di abusi sessuali su minori nei loro confronti.
Nel 2010 il Belfast Telegraph e altri organi di informazione hanno riferito che monsignor Hegarty era stato nominato imputato in un'azione legale civile riguardante il presunto abuso di una giovane ragazza da parte di un prete della diocesi di Derry. Il vescovo ha quindi rilasciato una dichiarazione alla stampa affermando che nessun fondo diocesano era stato utilizzato per risarcire la vittima. La sua gestione di simili accuse di abusi nella diocesi di Raphoe e l'entità degli abusi sessuali avvenuti in quella circoscrizione si riflettevano male sulla capacità di supervisione di monsignor Hegarty.
Il 7 novembre 2011 ha rilasciato una dichiarazione in cui affermava che, dopo essere stata diagnosticata "una condizione che è, purtroppo, irreversibile e progressiva", aveva presentato le sue dimissioni perché non era più in grado di adempiere al suo ruolo di vescovo diocesano. Il 23 novembre 2011 papa Benedetto XVI ha accettato la sua rinuncia al governo pastorale della diocesi. Poco dopo è stato pubblicato un rapporto commissionato dalla Chiesa sugli abusi sessuali del clero nella diocesi di Raphoe. La Chiesa aveva ricevuto il rapporto diversi mesi prima. Esso ha rivelato l'errata gestione da parte di monsignor Hegarty dei preti pedofili mentre era vescovo di Raphoe. Quattro preti sono stati infine condannati. Pur riconoscendo le mancanze nella sua risposta alle accuse, monsignor Hegarty ha negato di essere stato informato del comportamento abusante del più famoso dei quattro, padre Eugene Greene, che ha molestato almeno 26 bambini e che è stato condannato al carcere nel 2000.
È morto il 20 settembre 2019 a Letterkenny all'età di 79 anni.

## Genealogia episcopale
La genealogia episcopale è:
- Cardinale Scipione Rebiba
- Cardinale Giulio Antonio Santori
- Cardinale Girolamo Bernerio, O.P.
- Arcivescovo Galeazzo Sanvitale
- Cardinale Ludovico Ludovisi
- Cardinale Luigi Caetani
- Cardinale Ulderico Carpegna
- Cardinale Paluzzo Paluzzi Altieri degli Albertoni
- Papa Benedetto XIII
- Papa Benedetto XIV
- Papa Clemente XIII
- Cardinale Bernardino Giraud
- Cardinale Alessandro Mattei
- Cardinale Pietro Francesco Galleffi
- Cardinale Filippo de Angelis
- Cardinale Amilcare Malagola
- Cardinale Giovanni Tacci Porcelli
- Cardinale Fernando Cento
- Arcivescovo Gaetano Alibrandi
- Cardinale Tomás Ó Fiaich
- Vescovo Séamus Hegarty